# コノケ立
コノケ立（コノケだち）は、秋田県鹿角市にある山である。

## 概要
標高652m。熊沢川（米代川水系支流）上流の左岸に位置する。
山内には、国道341号沿線の老沢（おいざわ）集落から「作業道」などが設置されている。
東側山麓にある老沢は、熊沢川流域では、最も上流に位置する集落（温泉を除く）である。
昔（江戸時代の頃と思われる）から、老沢の人たちはマタギ（狩猟）や杣夫（そまふ）をするなど、すなわち山野からツキノワグマ・ニホンクカモシカ・ヤマドリなどの鳥獣やブナ・トチ・クルミなどの木の実、山菜などを得たりして、度重なる飢饉に遭遇しても欠落（何らかの理由で居住地を去ること）することなく今日まで生活を営んできている。